# Twice Upon a Time in the West
Pour plus de détails, voir Fiche technique et Distribution.
Twice Upon a Time in the West est une comédie de western hispano-bulgare réalisée par Boris Despodov et sortie en 2015.

## Synopsis
Une femme se retrouve dans une ville fantôme en plein désert. Ces paysages surréalistes ont été utilisés par Sergio Leone pour ses westerns, c'est pourquoi les habitants espèrent toujours les voir sur grand écran. Elle se fait embaucher comme femme de ménage dans la maison d'une dame excentrique, qui s'avère être Claudia Cardinale.

## Fiche technique
- Titre original : Twice Upon a Time in the West[1]
- Réalisation : Boris Despodov
- Scénario : Boris Despodov, Andreï Paounov
- Photographie : Jimmy Gimferrer
- Montage : Vincent Assmann, Boris Despodov, Gerard Gil, Andreï Paounov
- Musique : Florian Erlbeck
- Décors : Ivan Vera
- Costumes : Victoria Macarte, Diana Paskalieva
- Maquillage : Jesus de Bina
- Production : Boris Despodov, Krassimir Ivanov, Andreï Paounov, Alba Sotorra
- Sociétés de production : Arthouse Blockbusters, Télévision nationale bulgare
- Pays de production :  Bulgarie -  Espagne
- Langues originales : anglais, espagnol, italien, français
- Format : Couleurs
- Durée : 97 minutes
- Genre : Comédie de western
- Dates de sortie : 
  - Bulgarie : 2015
  - Belgique : 28 juin 2018 (Festival international du film de Bruxelles)

## Distribution
- Claudia Cardinale : Claudia
- Diana Paskalieva : Maria
- Alex Brendemühl : Alex
- Francesc Garrido : Riko